# باراگوئه
باراگوئه (به اسپانیایی: Baraguá) یک منطقهٔ مسکونی در کوبا است که در استان سیه‌گو ده آویلا واقع شده‌است. باراگوئه ۷۲۸ کیلومتر مربع مساحت و ۳۲٬۴۰۸ نفر جمعیت دارد و ۵ متر بالاتر از سطح دریا واقع شده‌است.